# Тефе (аэропорт)
Аэропорт Тефе (порт. Aeroporto Regional de Tefé) (Код ИАТА: TFF) — бразильский аэропорт, расположенный в муниципалитете Тефе, центр штата Амазонас. Находится в 5 километрах от центра города. 
31 марта 1980 года аэропорт начал управляться компанией Infraero.
Расположенный в центре штата Амазонас, аэропорт Тефе играет важную роль для местного бизнеса и местных властей в деле поддержки туризма и осуществления национальных и международных перевозок.

## Авиалинии и направления
| Авиалинии          | Назначения                                                                     |
| ------------------ | ------------------------------------------------------------------------------ |
| TRIP Linhas Aéreas | Карауари, Коари, Эйрунепе, Фонти-Боа, Манаус, Сан-Паулу-ди-Оливенса, Табатинга |